# Mantega clarificada

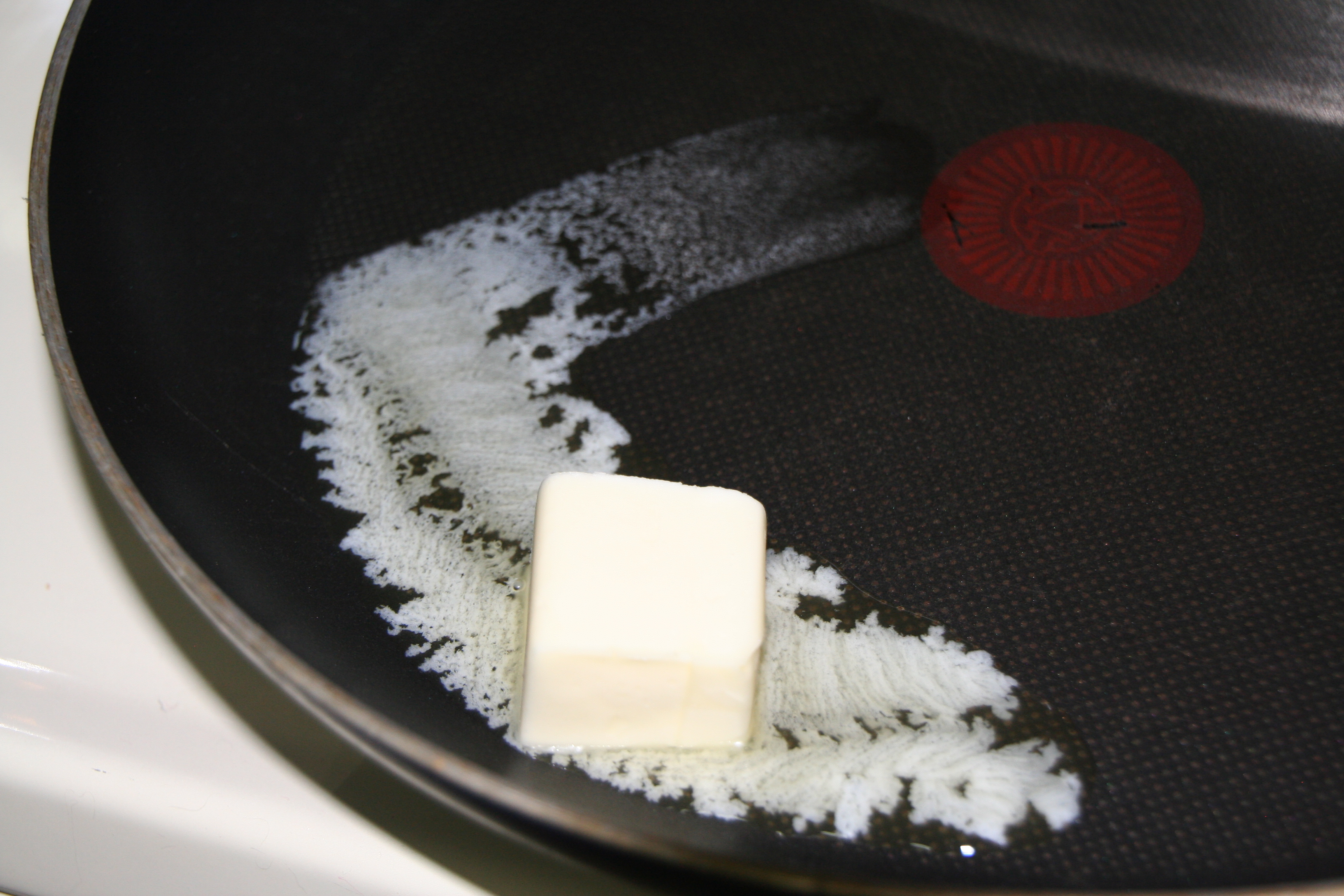
Flocs de xerigot a la mantega fonent

Mantega clarificada és un ingredient de moltes cuines del món. S'obté en fondre la mantega a baixa temperatura (70-80 °C) per separar el greix dels components sòlids, la caseïna i sobretot el xerigot, i per fer evaporar el 14 a 16% d'aigua que la mantega natural encara conté. S'assembla molt al ghee o ghi de la cuina d'Índia, que es deixa coure, sempre a baixa temperatura durant més temps, fins que el sòlids adquireixen un color daurat.

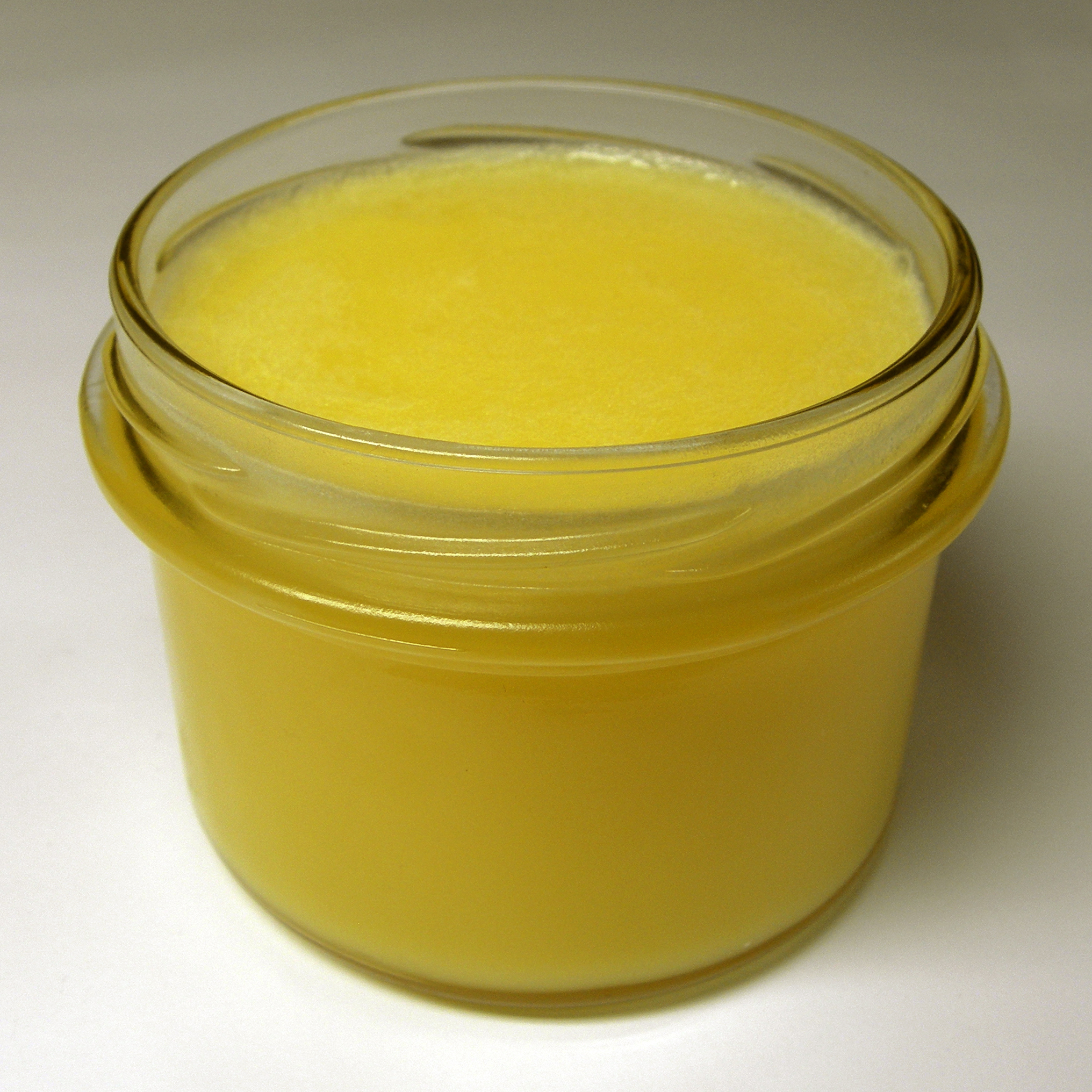
Mantega clarificada refredada

Té l'avantatge que es pot utilitzar per saltar o fer altres preparacions cuinades a temperatura alta, fins a 180 °C sense fer-se malbé, perquè el xerigot té tendència a cremar-se fàcilment i donar mal gust quan la mantega s'utilitza sense clarificar. Es pot fera al moment mateix de cuinar, o en quantitats més grans per tenir-ne reserva, perquè es conserva millor que la mantega normal.

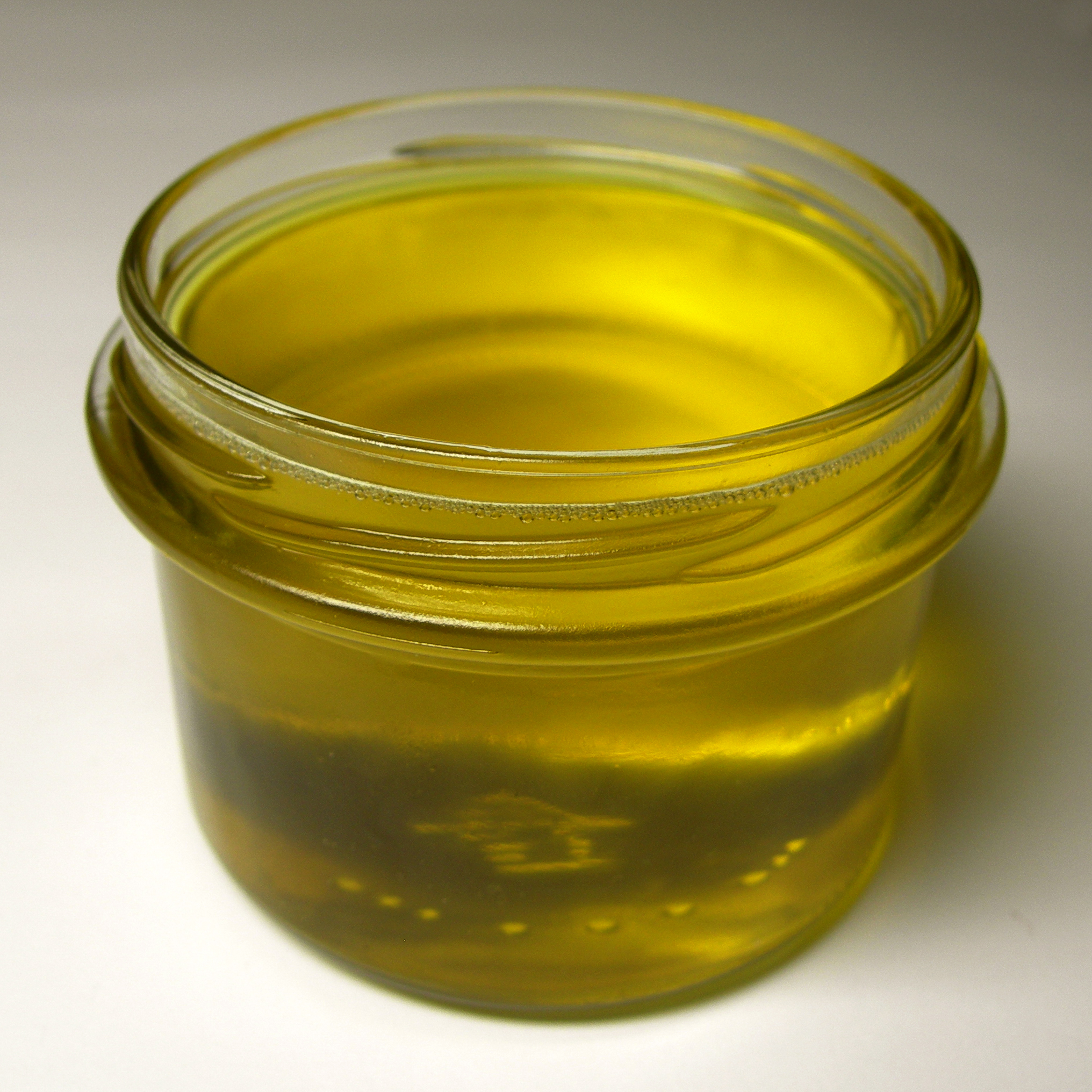
Mantega clarificada calenta

En la indústria alimentària s'utilitza l'oli de mantega, que és una mantega clarificada de manera industrial amb un procediment de refinatge en fred. Conté més del 99% de greix làctic pur. En la fabricació industrial de productes alimentaris estandarditzats, l'oli de mantega és valorat per la seva gran estabilitat i homogeneïtat, que els productes artesanals no tenen. Es pot conservar a temperatura ambient més d'un any.

## Preparació
- Per a ús immediat, s'escalfa la quantitat de mantega que es necessita en una paella a baixa temperatura sense remenar, fins que es forma una escuma (la caseïna) i se separa greix del sèrum de llet o xerigot, que té un aspecte de flocs blancs que es concentren sota el greix groc o daurat. Primer, amb una escumadora es treu l'escuma de caseïna, després es vessa amb prudència el greix en un altre recipient i es deixa el xerigot al fons de la paella. Es treu el xerigot (amb paper de cuina) i es pot continuar la preparació amb la mantega clarificada.[3]

- Per fer una reserva es procedeix de la mateixa manera amb quantitats més grans i es fa un tamisatge o filtratge més fi. S'ha de mantenir la preparació calenta, perquè la mantega en refredar-se pot obturar els forats del garbell o filtre.